# Брезе (Смолянська область)
Бре́зе (болг. Брезе) — село в Смолянській області Болгарії. Входить до складу общини Девин.

## Населення
За даними перепису населення 2011 року у селі проживали 467 осіб, з них 455 осіб (99,3%) — болгари.
Розподіл населення за віком у 2011 році:
Динаміка населення: